# Zastava (geometrija)
Zastava je v geometriji zaporedje stranskih ploskev politopa, kjer je vsaka stranska ploskev  vključena v naslednji tako, da vsaki razsežnosti pripada samo ena stranska ploskev.
Zastavo ψ lahko tudi definiramo  za n-politop kot množico {F−1,  F0, ..., Fn}, za katero velja Fi ≤ Fi+1 (−1 ≤ i ≤ n − 1) tako, da je natančno eden Fi v  ψ za vsak i, za katerega velja (−1 ≤ i ≤ n). Ker pa mora biti v vsaki zastavi najmanjša stranska ploskev F-1 in tudi največja stranska ploskev Fn se pogosto izpusti na seznamu stranskih ploskev. Imenujemo ju nepravi stranski ploskvi.
Za zgled poglejmo zastavo poliedra. Zastava vsebuje eno oglišče, en rob, ki vstopa v to oglišče, ter eno mnogokotno stransko ploskev, ki vstopa v oba, in še dve nepravi stranski ploskvi.   
Politop je pravilen če in samo če je njegova grupa simetrije tranzitivna na svoje zastave. Ta definicija izključuje kiralne politope.  